# Thomas Gann
Thomas William Francis Gann (13 de mayo de 1867 - 24 de febrero de 1938) fue médico por profesión, pero es mejor recordado por su trabajo como arqueólogo amateur explorando las ruinas de la cultura maya.
Thomas Gann nació en Murrish, Irlanda y estudió medicina en Middlesex, Inglaterra.  
En 1894 fue designado médico auxiliar en Belice, donde pasaría casi 25 años trabajando y explorando yacimientos arqueológicos. Viajó también a México, Yucatán, para sus mismas exploraciones arqueológicas.
Gann descubrió numerosos sitios como Lubaantún, Ichpaatún y Tzibanché. Primero publicó una descripción de ruinas como Xunantunich y Lamanai, haciendo las primeras exploraciones importantes y con metodologías en sitios como Santa Rita, Louisville, y Cobá. En Tulum, México, documentó numerosos templos incluyendo algunos todavía intactos.
Escribió numerosos libros acerca de sus descubrimientos e incluso se dedicó a dar conferencias en diferentes universidades europeas, especialmente para la Universidad de Liverpool.
Thomas Gann se retiró como oficial médico de Honduras Británicas en 1923.